# Knox Island (ö i Marshallöarna)
Knox Island är en ö i Marshallöarna.   Den ligger i kommunen Ailinginae, i den nordvästra delen av Marshallöarna, 700 km nordväst om huvudstaden Majuro. Arean är 0,40 kvadratkilometer.
Terrängen på Knox Island är platt. Öns högsta punkt är 15 meter över havet. Den sträcker sig 0,7 kilometer i nord-sydlig riktning, och 0,8 kilometer i öst-västlig riktning.